# ねこ、はじめました
『ねこ、はじめました』は、環方このみによる日本の漫画作品。『ちゃお』（小学館）にて、2015年11月号より連載中。『ちゃおデラックス』（同）でも2016年1月号より連載中。
2017年6月、ボイスコミックが制作された。2020年、第65回小学館漫画賞児童向け部門を受賞。2022年4月現在、累計発行部数は40万部を突破している。
2022年2月22日が猫の日であることにあわせ、「マンガワン」（同）にて猫漫画が無料で公開された際には、「小学館の猫漫画」5作品の1作に選ばれている。翌年の同「マンガニャン」企画でも、7作品のうちの1作として選出。

## 連載について
本作は『ちゃお』のみではなく、複数の雑誌にて連載、掲載されている。いずれも小学館。
- ちゃお（2015年11月号 - 2016年2月号、6月号 - 連載中）
- ちゃおデラックス（2016年1月号 - 2018年11月号、2019年3月号、7月号、9月号、2020年1月号、11月号 - 連載中）
- ぷっちぐみ（2016年4月号付録）
- ちゃおデラックスホラー（2016年9月号、2017年9月号）
- &FLOWER（2017年7号、15号、23号、2018年3号、11号）
- Sho-Comi（2018年17号）

単行本での話数のカウントは、複数の掲載誌を合わせて通算されたものとなっている。

## あらすじ
男子高校生・和代尚は交通事故に遭い、猫になってしまう。猫社会の厳しさを痛感し、腹を空かせているところでチカに出会い、おにぎりを貰う。その時に落とした生徒手帳を届けたことがきっかけで、尚は彼女のペットとして暮らすことになる。
チカにニャオと名付けられた尚は、病院で尚の身体を目撃し、猫と身体が入れ替わっていると知る。元に戻る方法を探しながら、猫としての生活を送っていた。
ある日、尚は自分の身体と出会い、一時的に身体が元に戻るも、また猫と入れ替わってしまう。そしてまた猫としての日々を過ごしていく。

## 登場人物
「尚」は尚本人または人間の姿だった頃のこと、「ニャオ」は猫の姿の尚のことを指す。
声の項はボイスコミックの声優。
和代 尚（かずしろ なお） / ニャオ
声 - 内田雄馬
男子高校生。クラスは1年2組。自称紳士のため、女子の着替えを覗くことはしない。褒められて伸びるタイプで、考えが顔に出るタイプ。
野山 チカ（のやま チカ）
声- 井上遥乃
尚と同じ学校の女子。アルバイトをしている。ドジで天然な性格。片付けが苦手。一人暮らしをしている。
尚がニャオの身体になる前に、猫のニャオを知っていた。人間の尚のことも目撃していた。その時に傘に「俺」という文字が書いてあったことから、「傘太郎」と呼んでいる。
園田 朱未（そのだ あけみ）
声 - 香坂さき
チカの友達で、クールな女子。勘が鋭い。手先が器用。
山縣 叶太（やまがた かなた）
ニックネームは「カナちゃん」。チカの幼馴染。猫が好きだが、暗殺者のような視線のせいで、動物から恐れられている。
佐藤（さとう）
2組の眼鏡をかけている男子。無口で、尚がお金を借りた時以外ほとんど話したことがない。よく路上でギターを演奏している。作詞作曲が出来る。ニャオのことを「相棒」と呼んでいる。
竹河（たけかわ）
2組の女子。不吉な予言を的中させる占い師のような存在に見えるが、危険予測が上手なだけ。
ネコつかい
顔が怖く、体格の良い男性。餌をあげなくても猫が寄ってくることから、近所の人に「ネコつかい」と噂されている。迷い犬を飼い主に届けたりと、いい人。
大家
チカが住むアパートの大家。チカの母親の友達。ハイテンションなことが多い。ニャオを可愛がるが、ネコ先輩との区別がつかない。
落武者
チカがアルバイトをしている店の店長。チカのドジに悩んでいる。
たまき
チカの友達。
トム / ネコ先輩
ニャオに少し似ている猫。大家は「ブチャ」と呼んでいる。よその家の飼い猫で、チカの家の近所に住んでいる。
マカロン / 子ネコ先輩
やんちゃな性格。

## 書誌情報
- 環方このみ『ねこ、はじめました』小学館〈ちゃおコミックス〉、既刊14巻（2025年4月25日現在）
  1. 2016年7月27日初版発行（7月22日発売[1]）、ISBN 978-4-09-138617-5
  2. 2017年4月5日初版発行（3月31日発売[9]）、ISBN 978-4-09-139194-0
  3. 2017年12月4日初版発行（11月29日発売[10]）、ISBN 978-4-09-139598-6
  4. 2018年7月4日初版発行（6月29日発売[11]）、ISBN 978-4-09-870187-2
  5. 2018年2月4日初版発行（1月30日発売[12]）、ISBN 978-4-09-870325-8
  6. 2019年10月6日初版発行（10月1日発売[13]）、ISBN 978-4-09-870642-6
  7. 2020年5月5日初版発行（4月30日発売[14]）、ISBN 978-4-09-871031-7
  8. 2020年12月3日初版発行（11月27日発売[15]）、ISBN 978-4-09-871180-2
  9. 2021年12月1日初版発行（11月26日発売[16]）、ISBN 978-4-09-871553-4
  10. 2022年6月29日初版発行（6月24日発売[17]）、ISBN 978-4-09-871746-0
  11. 2023年3月24日発売[18]、ISBN 978-4-09-872016-3
  12. 2023年11月24日発売[19]、ISBN 978-4-09-872429-1
  13. 2024年6月26日発売[20]、ISBN 978-4-09-872575-5
  14. 2025年4月25日発売[21]、ISBN 978-4-09-873075-9
- 環方このみ『ねこ、はじめました〜なんでか今日もねこぐらし〜』小学館〈ちゃおコミックス〉、2022年5月1日初版発行（4月26日発売[5]）、ISBN 978-4-09-871682-1